# Laurie Khan
Laurie Khan (eigentlich Lawrence G. Khan; * 14. Juni 1943) ist ein ehemaliger jamaikanischer Sprinter, der sich auf den 400-Meter-Lauf spezialisiert hatte.
1962 gewann er bei den Zentralamerika- und Karibikspielen Silber über 800 m. Bei den British Empire and Commonwealth Games in Perth schied er über 440 Yards im Vorlauf aus und siegte mit der jamaikanischen 4-mal-440-Yards-Stafette.
Bei den Olympischen Spielen 1964 in Tokio erreichte er über 400 m das Halbfinale und kam er mit der jamaikanischen 4-mal-400-Meter-Stafette auf den vierten Platz.
1966 holte er bei den Zentralamerika- und Karibikspielen Silber über 800 m. Bei den British Empire and Commonwealth Games in Kingston wurde er Vierter in der 440-Yards-Staffel.
Seine persönliche Bestzeit von 46,7 s stellte er 1965 auf.